# Benillup
Benillup es una localidad y un municipio de la Comunidad Valenciana, España. Está situado en la provincia de Alicante, en la comarca del Condado de Cocentaina. Cuenta con una población de 109 habitantes (INE 2024).

## Toponimia
El topónimo deriva del árabe بني لبّ (banī Lubb). Se trata de una hibridación entre el árabe banī («hijos [de]») y Lubb (del latín lupus), que puede significar tanto «hijos del lobo» como «hijos de Lope».

## Geografía

### Localización
El término de Benillup, de 3,6 km², se sitúa al NE del Valle de Travadell, a 365 m s. n. m. Limita con los términos municipales de Almudaina, Benimarfull, Cocentaina y Millena, todos en la comarca del Condado de Cocentaina.
El casco urbano se alza sobre una loma, cortada al E por el barranco del Sofre y al O por el de Caraita.
Localidades Limítrofes
|                    | Norte: Benimarfull |                 |
| Oeste: Benimarfull |                    | Este: Almudaina |
|                    | Sur: Millena       |                 |

### Orografía
El extremo norte se ubica en la sierra de Almudaina, que alcanza los 982 m s. n. m. en la Lloma Redona, límite de Benillup con Almudaina, Balones y Millena. Hacia el N desciende el barranco del Sofre. Este, junto a otros barrancos menores conforman surcos profundos que dan lugar a un relieve quebrado e inestable.

## Historia
La población es de origen musulmán, como demuestra claramente su topónimo. Conquistada por los cristianos a mediados del siglo XIII, siguió siendo lugar de moriscos con un total de 37 familias (unos 150 habitantes) en 1609. Desde el año 1574, tras la cristianización forzosa de los musulmanes, la iglesia parroquial estuvo anexa a la de Benimarfull. Perteneció a la familia Fenollar en el siglo XVII, y posteriormente el señorío fue posesión del conde de Rótova. En el Diccionario de Madoz (1845-1850) aparece la siguiente descripción de Benillup y su término:

Lugar con ayuntamiento de la provincia de Alicante (9 leguas) [...] Situado casi en el centro del valle de Travadell en una altura, con libre ventilación y clima fresco [...]; tiene 30 casas de no muy buena construcción, cárcel mezquina, una iglesia aneja de Benimarfull y una fuente no muy abundante, pero de saludables aguas, de la que se surten los vecinos. [...] El terreno es muy quebrado, todo lleno de hondonadas y barrancos, pero casi todo él cultivado y plantado de olivos, higueras y viñedos. Los caminos son todos de herradura y se encuentra en un estado bastante malo. [...] Produce: trigo, maíz, misturas, vino, aceite e higos. Población: 38 vecinos, 171 almas.
Diccionario de Madoz

## Geografía humana

### Demografía
Cuenta con una población de 109 habitantes (INE 2024).
| Gráfica de evolución demográfica de Benillup entre 1842 y 2021                                                        |
| |
| Población de derecho según los censos de población del INE. Población de hecho según los censos de población del INE. |

Antes de la expulsión de los moriscos (1609), Benillup tenía unos 160 habitantes, quedando despoblado. La repoblación fue lenta, y en 1646 apenas había unos 50 habitantes en la localidad.
La población, integrada por 207 habitantes en el año 1900, descendió a lo largo del siglo XX debido a la emigración, aunque se ha estabilizado en torno a los 100 habitantes.
| 1900 | 1910 | 1920 | 1930 | 1940 | 1950 | 1960 | 1970 | 1981 | 1991 | 2000 | 2005 | 2006 |
| ---- | ---- | ---- | ---- | ---- | ---- | ---- | ---- | ---- | ---- | ---- | ---- | ---- |
| 207  | 160  | 144  | 113  | 137  | 95   | 103  | 102  | 62   | 76   | 93   | 102  | 98   |

### Transportes
El término de Benillup está atravesado por la CV-710, que une Benilloba con Planes y la CV-704, que une Benillup con Benimarfull y, desde allí, con Muro de l'Alcoi.

### Economía
Su economía se basa sobre todo en la agricultura. Los cultivos mayoritarios son los olivos, para hacer aceite de oliva, los almendros y las cerezas. Están cultivadas 178 ha (la mitad de la superficie municipal) en que hay plantados 80 ha de olivos, 40 ha  de almendros y casi 60 ha  de frutales, entre los que destacan los cerezos (35 ha en 2002). Los productores están asociados a la Cooperativa de Sant Llorenç, que comercializa el aceite y las cereza bajo denominaciones de origen propias.

## Política
Benillup está gobernada por una corporación local formada por concejales elegidos cada cuatro años por sufragio universal que a su vez eligen un alcalde. El censo electoral está compuesto por todos los residentes empadronados en Benillup mayores de 18 años y nacionales de España y de los otros países miembros de la Unión Europea. Según lo dispuesto en la Ley del Régimen Electoral General, que establece el número de concejales elegibles en función de la población del municipio, la Corporación Municipal de Benillup está formada por 5 concejales. El Ayuntamiento de Benillup está actualmente presidido por el PP y consta de 5 concejales de este partido.
| Periodo   | Nombre                   | Partido |
| --------- | ------------------------ | ------- |
| 1979-1983 | Joaquín Ferrando Beneito | UCD     |
| 1983-1987 | Luis Escoda Alarcón      | CDS     |
| 1987-1991 | Rafael Ferrando Beneito  | AP      |
| 1991-1995 | Jesús Ferrando Beneito   | PP      |
| 1995-1999 | Jesús Ferrando Beneito   | PP      |
| 1999-2003 | Jesús Ferrando Beneito   | PP      |
| 2003-2007 | Jesús Martínez Garrido   | PP      |
| 2007-2011 | Enrique Coderch Ferrando | PP      |
| 2011-2015 | Enrique Coderch Ferrando | PP      |
| 2015-2019 | Enrique Coderch Ferrando | PP      |
| 2019-2023 | Javier Navarro Adrián    | PP      |

|                                               |         |                          |       |         |            |            |
| Elecciones municipales del 24 de mayo de 2015 |         |                          |       |         |            |            |
| Partido                                       | Partido | Candidato                | Votos | Votos   | Concejales | Concejales |
| Partido Popular                               |         | Enrique Coderch Ferrando | 60    | 80,00 % | 5          | 2          |
| Fuente: Ministerio del Interior (España).     |         |                          |       |         |            |            |

## Patrimonio

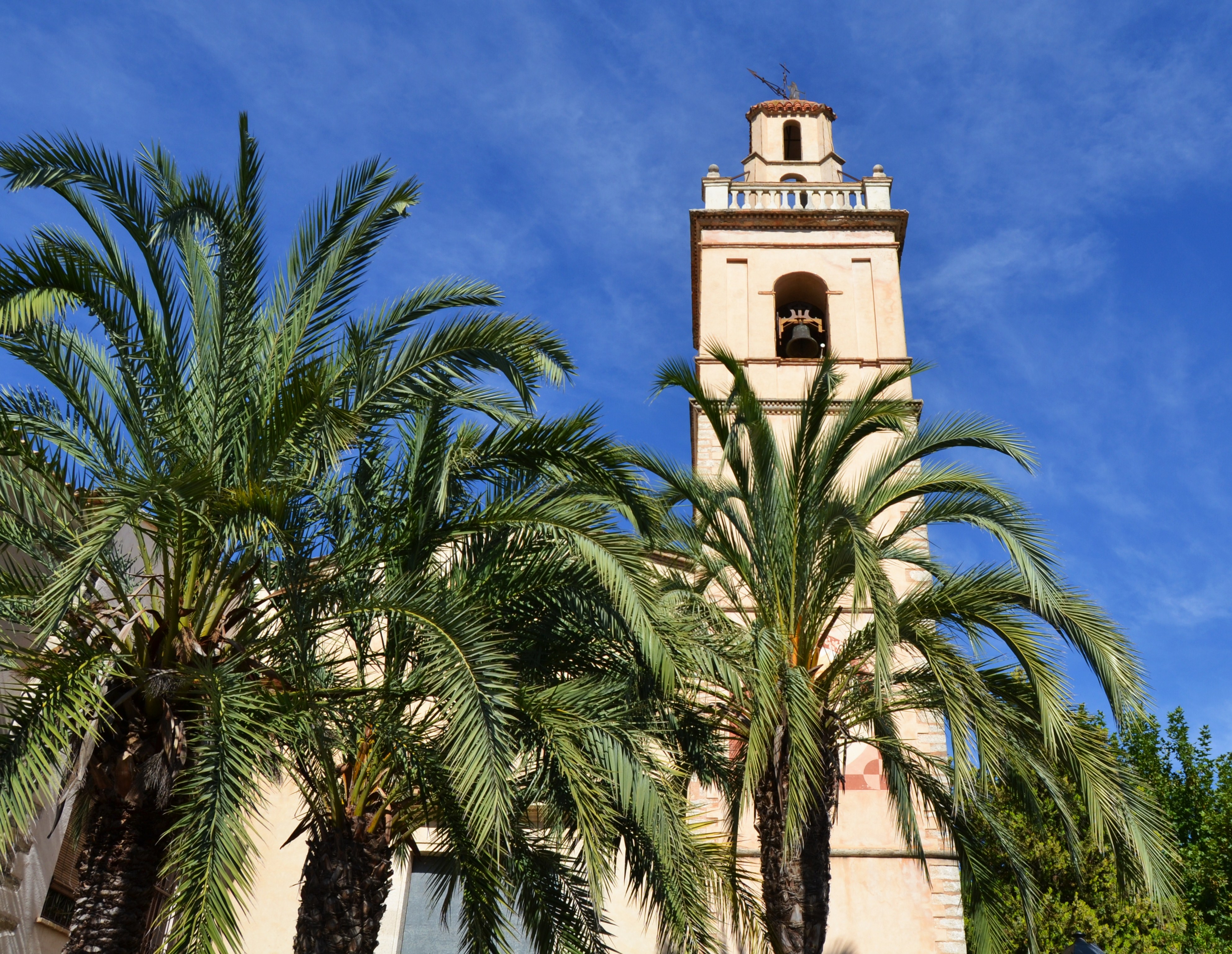
Iglesia de la Virgen del Rosario de Benillup

- Iglesia de la Virgen del Rosario: edificada en el siglo XVI, está declarada bien de relevancia local.[12]

## Cultura

### Fiestas
- Fiestas patronales. Celebra sus fiestas patronales en honor a san Lorenzo y santa Águeda, a partir del 9 de agosto; destaca la dansà.[3]